# Luis Abilio Sebastiani Aguirre
Luis Abilio Sebastiani Aguirre (Callao, 22 de febrero de 1935 - Lima, 10 de agosto de 2020) fue un prelado peruano, miembro de la Sociedad de María (S.M.) y Arzobispo emérito de Ayacucho.

## Biografía
Nació en el Callao el 22 de febrero de 1935. Hizo su Profesión Perpetua en la Sociedad de María el 24 de septiembre de 1958. Fue ordenado sacerdote en su congregación el 23 de abril de 1962. El 21 de noviembre de 1992 el papa Juan Pablo II lo nombrá obispo de Tarma y siendo consagrado el 3 de enero de 1993 teniendo como consagrador principal al arzobispo Luigi Dossena y como co-consagradores a los prelados Miguel Irizar Campos, C.P. siendo obispo coadjutor de Callao y a Lorenzo León Alvarado, O. de M. de Huacho.
Después de un pontificado de nueve años, fue promovido como Arzobispo de Ayacucho o Huamanga el 13 de junio de 2001 por el papa Juan Pablo II,  tomando posesión de la arquidiócesis el 5 de agosto de 2001. Posteriormente fue consagrador principal del prelado Richard Daniel Alarcon Urrutia de Tarma el 21 de julio de 2001, el 25 de mayo de 2002 sería co-consagrador del prelado Isidro Barrio Barrio, coadjutor de Huancavélica, y el 21 de agosto de 2004 fue nuevamente consagrador principal del prelado Gabino Miranda Melgarejo quien sería su auxiliar en la sede episcopal. El mayo de 2009 realizó junto con el episcopado peruano la visita Ad Limina a Roma.
Al cabo de diez años de pontificado en Ayacucho renunció voluntariamente por límite de edad el 6 de agosto de 2011, volviéndose Arzobispo Emérito de Ayacucho.
Falleció a las 6 p. m. del 10 de agosto de 2020 en la Clínica Stella Maris del distrito de Pueblo Libre en la ciudad de Lima. 
La Santa Misa de Sufragio fue oficiada por mons. Salvador Piñeiro el martes 11 de agosto a las 6:00 p. m. en la Basílica Catedral de Huamanga.